# 의료제도
의료제도(醫療制度, 영어: Health system) 또는 건강보장제도(健康保障制度)란 개개인이 적절한 의료와 건강을 보장받는 사회제도이다.

## 같이 보기
- 유전자 검사
- 보건관리
- 의료
- 보건경제학
- 건강 형평성
- 보건인적자원
- 건강보험
- 보건 정책
- 건강 증진
- 건강도시
- 의학
- 직업안전보건
- 일차의료
- 일차보건의료
- 공중보건
- 건강의 사회적 결정요인
- 보편적 건강보장